# Hipòtesi

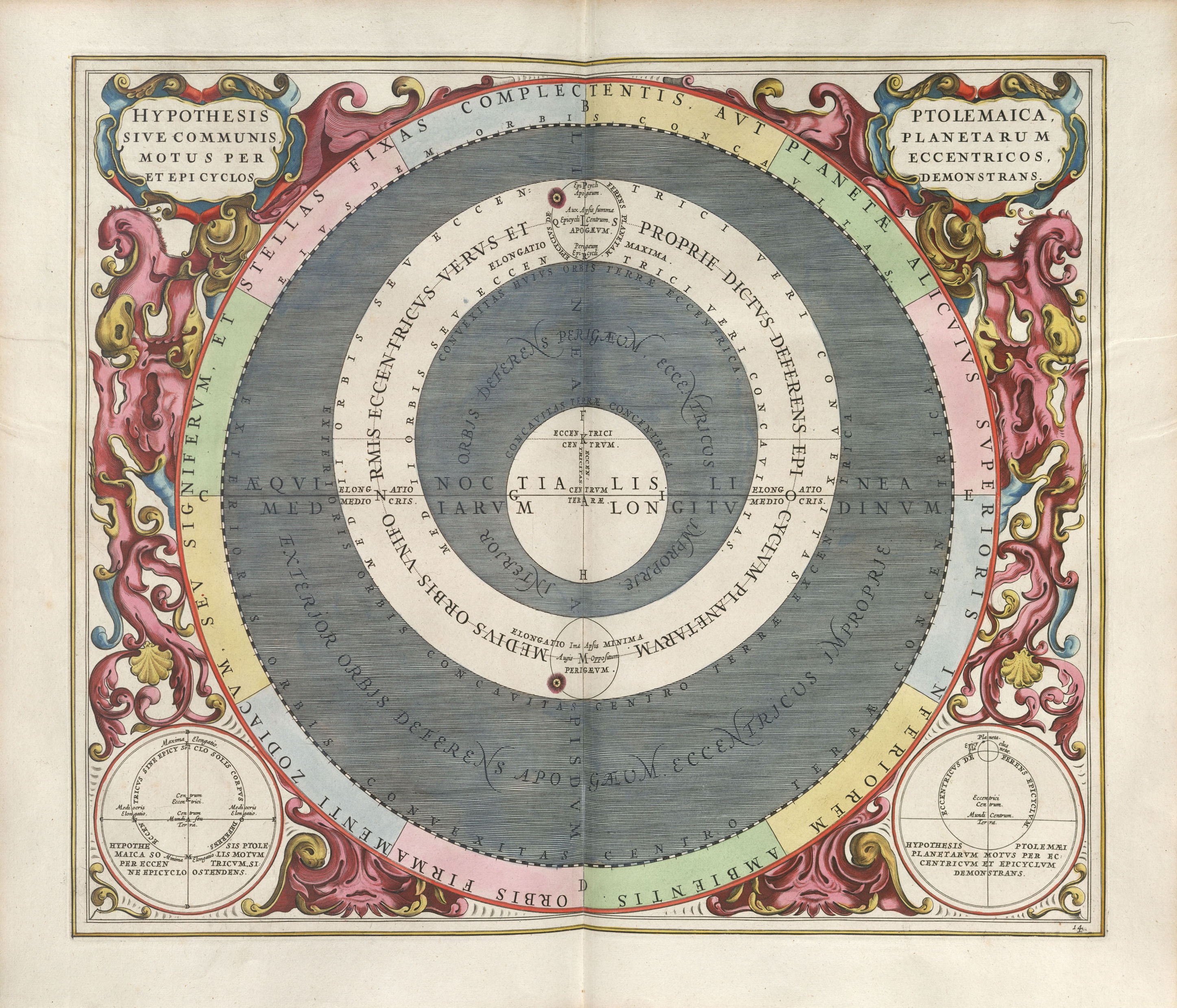
La hipòtesi d'Andreas Cellarius, demostrant els moviments planetaris en òrbites excèntriques i epicícliques.

Una hipòtesi és un supòsit o proposició que s'enuncia mitjançant l'analisi d'informació i dades, que encara que no estigui confirmada. És una resposta provisional a un problema de ciència o com a qualsevol recerca sistemàtica. La hipotesí pot orientar la recerca i inspirar un conjunt de proposicions o conseqüències, que s'han de confirmar o invalidar. La paraula prové del mot grec ὑπόθεσις hypóthesis que signfica ‘principi, fonament, suposició o hipòtesi.

### En la ciència
Una hipòtesi de treball és una proposició que es pot verificar o invalidar científicament mitjançant un experiment o observació. Una proposició comprovada és un teorema. Un conjunt de teoremes forma una teoria. Així doncs, la hipòtesi és un dels passos del mètode científic.
Una hipòtesi és una proposta provisional que s'ha de demostrar, el que signfica verificar o falsificar per un mètode científic. La veracitat d'una hipòtesi dependrà de la mesura en què les dades empíriques donen suport a l'afirmat en la hipòtesi. Això és el que es coneix com a contrastació empírica de la hipòtesi o bé procés de validació de la hipòtesi. Aquest procés pot acabar amb la verificació o validació, o amb la falsificació o invalidació.

### En la investigació forense
Si la ciència cerca respostes generals a les qüestions hipotètiques, un mètode semblant de verificar o falsificar es fa servir en les investigacions forenses de casos particulars en les «hipòtesis criminals», per exemple: «era homicidi o suïcidi?». El principi definit en el dret romà, el Cui prodest, «qui se'n beneficia?» pot ajudar a fer hipòtesis sobre els possibles autors o persones implicades en un acte criminal. Igual com en la ciència, calen proves fefaents per a confirmar la suposició i condemnar o alliberar l'investigat.

## Aplicacions
En el seu ús antic, hipòtesi es referia a un resum de la trama d'un drama clàssic. La paraula anglesa hypothesis prové del grec antic ὑπόθεσις. hipótesis el sentit literal del qual o etimològic és "posar o col·locar baix" i d'aquí ve que en ús estès tingui molts altres significats, entre ells "suposició".
En el Main de Plató (86e-87b), Sòcrates dissecciona la virtut amb un mètode utilitzat pels matemàtics, el d'"investigar a partir d'una hipòtesi". En aquest sentit, "hipòtesi" es refereix a una idea enginyosa o a un plantejament matemàtic convenient que simplifica enutjosos càlculs. Cardenal Bellarmine va donar un famós exemple d'aquest ús en l'advertiment fet a Galileu a principis del segle xvii que no havia de tractar el moviment de la Terra com una realitat, sinó merament com una hipòtesi.
En l'ús comú en el segle xxi, una hipòtesi es refereix a una idea provisional el mèrit de la qual requereix avaluació. Per a una avaluació adequada, l'autor d'una hipòtesi necessita definir els detalls en termes operatius. Una hipòtesi requereix més treball per part de l'investigador per a confirmar-la o refutar-la. Al seu degut temps, una hipòtesi confirmada pot convertir-se en part d'una teoria o, a vegades, pot créixer fins a convertir-se en una teoria en si mateixa. Normalment, les hipòtesis científiques tenen la forma d'un model matemàtic. A vegades, però no sempre, també es poden formular com afirmacions existencials, afirmant que alguna instància particular del fenomen examinat té alguna característica i explicacions causals, que tenen la forma general d'afirmacions universals, afirmant que tota instància del fenomen té una característica particular.
En la ciència empresarial, s'utilitza una hipòtesi per a formular idees provisionals en un entorn empresarial. A continuació, s'avalua la hipòtesi formulada, on es demostra que la hipòtesi és "veritable" o "falsa" a través d'una verificabilitat- o falsabilitat-orientat experiment.
Qualsevol hipòtesi útil permetrà prediccions per raonament (inclòs el raonament deductiu). Pot predir el resultat d'un experiment en un laboratori o l'observació d'un fenomen en la naturalesa. La predicció també pot invocar l'estadística i parlar només de probabilitats. Karl Popper, seguint a uns altres, ha sostingut que una hipòtesi ha de ser falsable, i que no es pot considerar científica una proposició o teoria si no admet la possibilitat que es demostri que és falsa. Altres filòsofs de la ciència han rebutjat el criteri de falsabilitat o l'han complementat amb altres criteris, com la verificabilitat (per exemple, el verificacionisme) o la coherència (per exemple, l'holisme confirmacionista). El mètode científic implica l'experimentació per a provar la capacitat d'alguna hipòtesi per a respondre adequadament a la pregunta investigada. Per contra, l'observació sense restriccions no té tantes probabilitats de plantejar qüestions inexplicades o preguntes obertes en la ciència, com ho faria la formulació d'un experiment crucial per a posar a prova la hipòtesi. També podria utilitzar-se un experiment mental per a posar a prova la hipòtesi.
En formular una hipòtesi, l'investigador no ha de conèixer actualment el resultat d'una prova o que aquesta romangui raonablement sota recerca contínua. Només en tals casos l'experiment, prova o estudi augmenta potencialment la probabilitat de mostrar la veritat d'una hipòtesi.:pp17,49-50 Si l'investigador ja coneix el resultat, compte com a "conseqüència", i l'investigador ja hauria d'haver-lo tingut en compte en formular la hipòtesi. Si no es poden avaluar les prediccions mitjançant l'observació o l'experiència, la hipòtesi ha de ser posada a prova per altres persones que aportin observacions. Per exemple, una nova tecnologia o teoria podria fer viables els experiments necessaris.

## Tipus d'hipòtesi
- Segons el seu abast: singulars (es refereixen a un fet singular, concret) o generals (versen sobre fets que es repeteixen sistemàticament). Dins d'aquesta últimes: Universals (per exemple, tots els rèptils tenen sang freda) o probabilistes (no arriben al grau universal, per la qual cosa apareixen sota formulacions com la majoria, %, etc.)
- Pel seu origen: Inductives (es descobreixen seqüències i es confia en elles; la inducció és circular: es basa en el fet que tots els casos que no hem vist seran iguals; és a dir, es basa en una certa regularitat de l'ordre de la naturalesa), deductives (deduccions d'altres hipòtesis), per analogia (sorgeixen a tall de metàfora, pel transvasament d'hipòtesi d'unes disciplines a unes altres, com és el cas del darwinisme social i econòmic o del mecanicisme –lleis de la mecànica adaptades a la naturalesa–), Ad hoc (per a justificar fallades d'altres), o per intuïció.
- Per la seva profunditat: Fenomenològiques (no busquen explicacions de fons, sinó que es queden en l'observació de fenòmens: caixa negra) o representacionals (pertanyen a un nivell més explicatiu: caixa translúcida)
- Pel seu nivell natural: Sociològiques, biològiques, psicològiques, fisicoquímiques, de diversos nivells, etc.
- Pel seu fonament: Empíriques (tenen a la seva base dades empíriques que li donen una certa consistència, però no el suport teòric d'altres hipòtesis o teories), teòriques (o plausibles, perquè no tenen base empírica sinó el suport d'altres teories) o convalidades (això no vol dir comprovades, perquè si ho estiguessin ja no serien hipòtesis).
- Per la seva finalitat: Es poden formular hipòtesis descriptives, o, hipòtesis explicatives, la qual cosa dependrà, en gran manera, del que espera l'investigador obtenir.[21]

## Característiques de les hipòtesis
- Han de referir-se a una situació real o realitzable, no a una situació que no pot ocórrer sota un cert estat de fets.
- Les variables de la hipòtesi han de ser comprensibles, estar ben definides i ser tan concretes com sigui possible.
- La relació entre variables proposta per una hipòtesi ha de ser clara i versemblant.
- Els termes de la hipòtesi i la relació plantejada entre ells, han de poder ser observats i mesurats.
- Les hipòtesis han d'estar relacionades amb tècniques disponibles per a provar-les.

Així mateix, cada tipus d'hipòtesi té les seves característiques extra.
- Les hipòtesis descriptives del valor de variables que s'observaran en un context.
- Les hipòtesis correlacionals especifiquen les relacions entre dues o més variables i l'ordre d'aquestes no és important. Poden aconseguir un nivell predictiu i parcialment explicatiu.

## Passos de la hipòtesi
Els passos de la hipòtesi són reunir informació, comparar, donar possibles explicacions, escollir l'explicació més probable i formular una o més hipòtesis. Després de fer tots aquests passos (en la ciència) es duu a terme una experimentació o una recerca estadística. La hipòtesi és ver, si la recerca la confirma, i és fals quan la invalida.

### Hipòtesi de recerca
Una hipòtesi d'investigació representa un element fonamental en el procés d'investigació. Després de formular un problema, l'investigador enuncia la hipòtesi, que orientarà el procés i permetrà arribar a conclusions concretes del projecte que just acaba de començar.
Tota hipòtesi constitueix, un judici o proposició, una afirmació o una negació d'alguna cosa. Les hipòtesis són proposicions provisionals i exploratòries i, per tant, el seu valor de veracitat o falsedat depèn de les proves empíriques disponibles. En aquest sentit, la reproductibilitat dels resultats és fonamental per a confirmar una hipòtesi com a solució d'un problema.
La hipòtesi d'investigació és l'element que condiciona el disseny de la investigació i respon provisionalment al problema, el veritable motor de la investigació. Com s'ha dit, aquesta hipòtesi és una asseveració que pot validar-se estadísticament. Una hipòtesi explícita és la guia de la investigació, ja que estableix els límits, enfoca el problema i ajuda a organitzar el pensament.
Una hipòtesi es considera explicació i, per tant, pren cos com a element fonamental d'una teoria científica, quan el coneixement existent en l'àrea permet formular prediccions raonables sobre la relació de dos o més elements o variables.
Aquesta hipòtesi indica el tipus de relació que s'espera trobar:
- Descriu alguna o algunes propietats de la relació entre A i B.
- El primer element A és la causa del segon B.
- Quan es presenta això, A llavors passa allò, B.
- Quan això sí, A, llavors allò no, B.

Perquè sigui admesa com a cos de coneixement científic, la hipòtesi ha de poder establir una quantificació determinada o una proporció matemàtica que permeti la seva verificació estadística, ja que l'argument merament inductiu no és científicament concloent.

## Hipòtesi en estadística inferencial
En un treball d'investigació generalment es plantegen dues hipòtesis mútuament excloents: la hipòtesi nul·la o hipòtesi de nul·litat ({\displaystyle H_{0}\,}) i la hipòtesi de recerca ({\displaystyle H_{i}\,}). La hipòtesi d'investigació és una afirmació especial on la validesa es pretén demostrar, si les proves empíriques no donen suport decididament la hipòtesi d'investigació acceptarà la hipòtesi nul i abandonant la hipòtesi d'investigació.
En alguns casos, és possible plantejar la hipòtesi alterna sobre hipòtesis alternatives. L'anàlisi estadística de les dades servirà per determinar si es pot o no acceptar {\displaystyle H_{i}\,}. Quan es rebutja {\displaystyle H_{0}\,}, significa que el factor estudiat ha influït significativament en els resultats i és informació rellevant per donar suport a la hipòtesi d'investigació {\displaystyle H_{i}\,} plantejada. Plantejar hipòtesis de recerca que no sigui excloent amb {\displaystyle H_{0}\,} suposaria una aplicació incorrecta del raonament estadístic.

### Identificació de les variables
Algunes investigacions formulen hipòtesis que involucren variables quantitatives. La hipòtesi pot tractar d'establir relacions causals entre aquestes variables. De vegades l'investigador tindrà control sobre certes variables però no sobre altres, i en termes de quines variables són controlades i quines observables, i d'altres tipus, les diferents variables involucrades en un problema poden classificar-se en:
- Variable independent: El valor de veritat que se li dona a una hipòtesi en relació amb la causa, s'anomena variable independent.
- Variable dependent: Anomenem d'aquesta manera a les hipòtesis quan el seu valor de veritat fa referència no a la causa, sinó a aquest efecte.
- Variable intervinent: Serà aquella el contingut es refereix a un factor que ja no és causa, tampoc efecte, però sí que modifica les condicions del problema investigat.

### Exemples
En aquesta secció es proposen alguns exemples de les diferents tipologies d'hipòtesis que es poden fer:
- Hipòtesi de recerca: L'ordinador amb regulador treballa el 100% del temps sense fallar. L'ordinador que s'utilitza sense regulador solament treballa el 80% del temps sense fallar.
- Hipòtesi no direccional: Hi ha una diferència entre el nivell d'ansietat dels nens amb un coeficient intel·lectual alt i aquells amb un coeficient baix.
- Hipòtesi direccional: Els nens amb coeficients intel·lectuals alts tindran un nivell d'ansietat major que els nens amb coeficients intel·lectuals baixos.
- Hipòtesi nul·la: No existeix diferència en els nivells d'ansietat entre nens amb coeficients intel·lectuals alts i aquells que tenen coeficients intel·lectuals baixos.